# João de Saldanha Oliveira Juzarte Figueira e Sousa

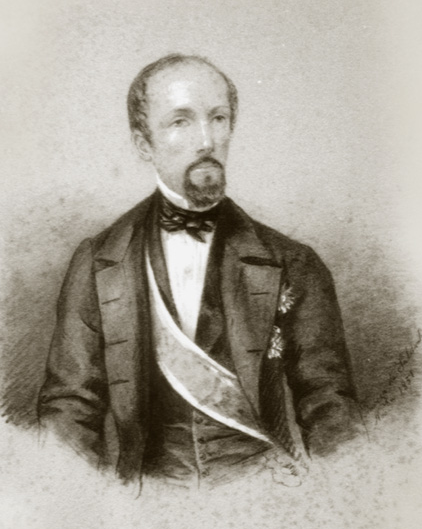
Retrato de D. João de Saldanha, datado de Novembro de 1851, e executado pela sua filha D. Teresa de Saldanha.

D. João de Saldanha Oliveira Juzarte Figueira e Sousa GCNSC • ComC, 3.º Conde de Rio Maior (18 de Setembro de 1811 – 27 de Agosto de 1872) era filho do 2.º Conde de Rio Maior e sua esposa, administrador do morgado de Oliveira, e Par do Reino.
Sucedeu a seu pai a 3 de Março de 1825, e seguindo a vida militar, foi alferes de lanceiros e ajudante de ordens do Duque da Terceira durante a campanha de 1833 durante a Guerra Civil Portuguesa. Uma vez restabelecido o regime constitucional, exerceu o cargo de governador civil de Coimbra em 1854, foi vereador e Presidente da Câmara Municipal de Lisboa, entre 1858 e 1859, e procurador à Junta Geral do Distrito. Foi-lhe concedido o título de conde de Rio Maior por decreto de 1 de Julho de 1824 e carta régia de 29 de Maio de 1825. 
Casou-se, a 22 de Setembro de 1835 com D. Isabel de Sousa Botelho Mourão e Vasconcelos (dama da rainha D. Maria lI, filha de D. José Luís de Sousa Botelho Mourão e Vasconcelos e D. Teresa Frederica Cristina de Sousa Holstein, condes de Vila Real).